# 中证100指数
中证100指数是指由沪深300指数中规模最大的100只股票组成的股價指數。該指數可以反映上海证券交易所和深圳证券交易所中最具市场影响力的100只大市值公司的整体状况，大概覆蓋了上海证券交易所和深圳证券交易所中六成左右的市值。中证100指数可以視為沪深300指数的子集以及大盘股指数。该指数由中证指数有限公司编制，計算方法與沪深300指数相同。中证100指数於2006年5月29日正式發佈，它以2005年12月30日為基日，1000點為基點。中证100指数每半年調整一次，每次調整時比例不超過一成。